# Kundmannia sicula
Kundmannia sicula — багаторічна рослина родини окружкових.

## Опис
Багаторічна, прямостояча, розгалужена трава. Стебла 30-100 см, дрібно ребристі, голі. Прикореневі листки (1-2 штуки) 10-30 см завдовжки та 5-12 см завширшки, перисторозсічені, голі. Суцвіття — нерівні зонтики, складені з 18-25 квіток завширшки 1,5-6 мм. Пелюстки широко яйцеподібні. Плоди завдовжки 6-10 мм, завширшки 1-1,5 мм, голі, тонкі, але видно ребра.

## Поширення
Північна Африка: Алжир; Марокко; Туніс. Південна Європа: Греція (вкл. Крит); Італія (вкл. Сардинія, Сицилія); Франція (вкл. Корсика); Португалія; Гібралтар; Іспанія (вкл. Балеарські острови). Населяє поля зернових культур й узбіччя доріг, як правило, в сухих місцях, на вапнякових або доломітових ґрунтах. Висотний діапазон складає від 0 до 400 м над рівнем моря.

## Галерея

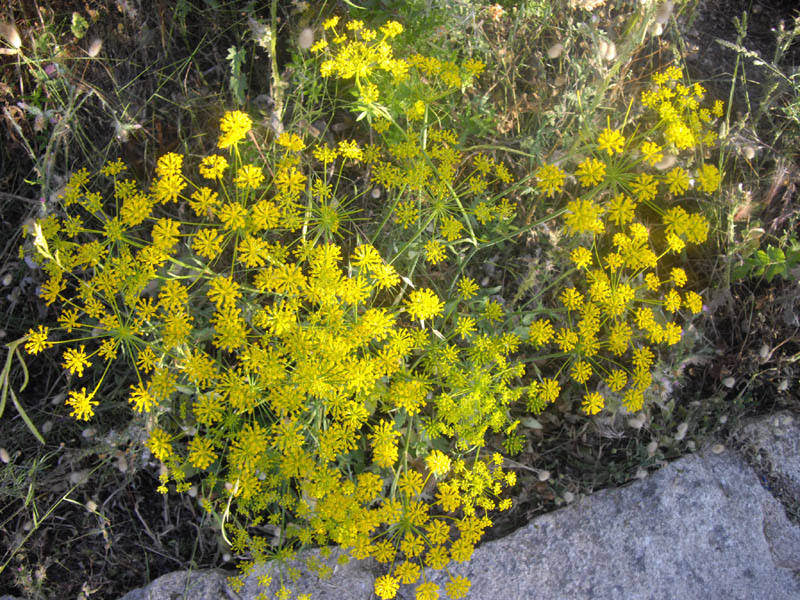
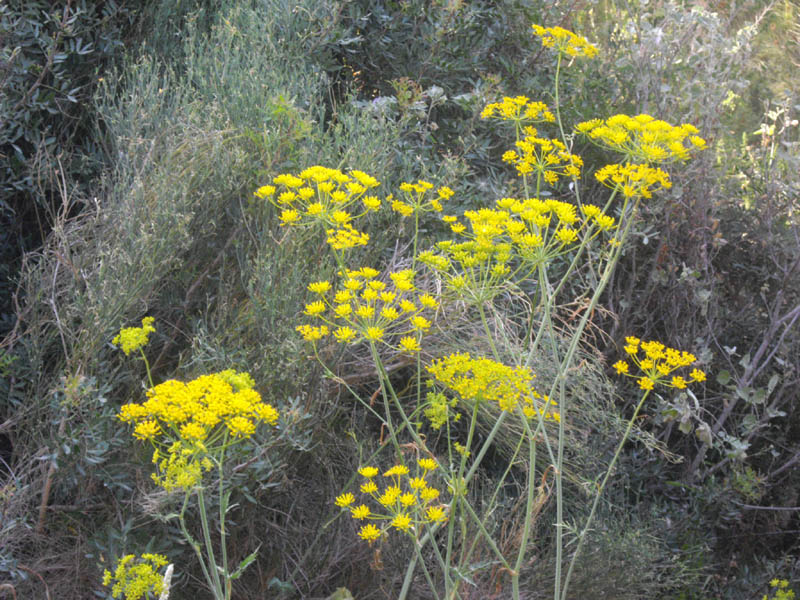
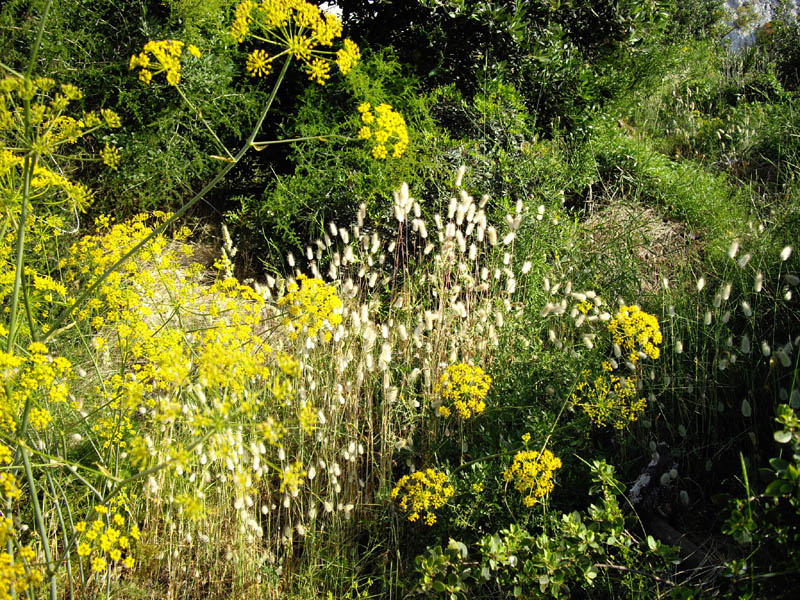